# Castillo de planta en Z

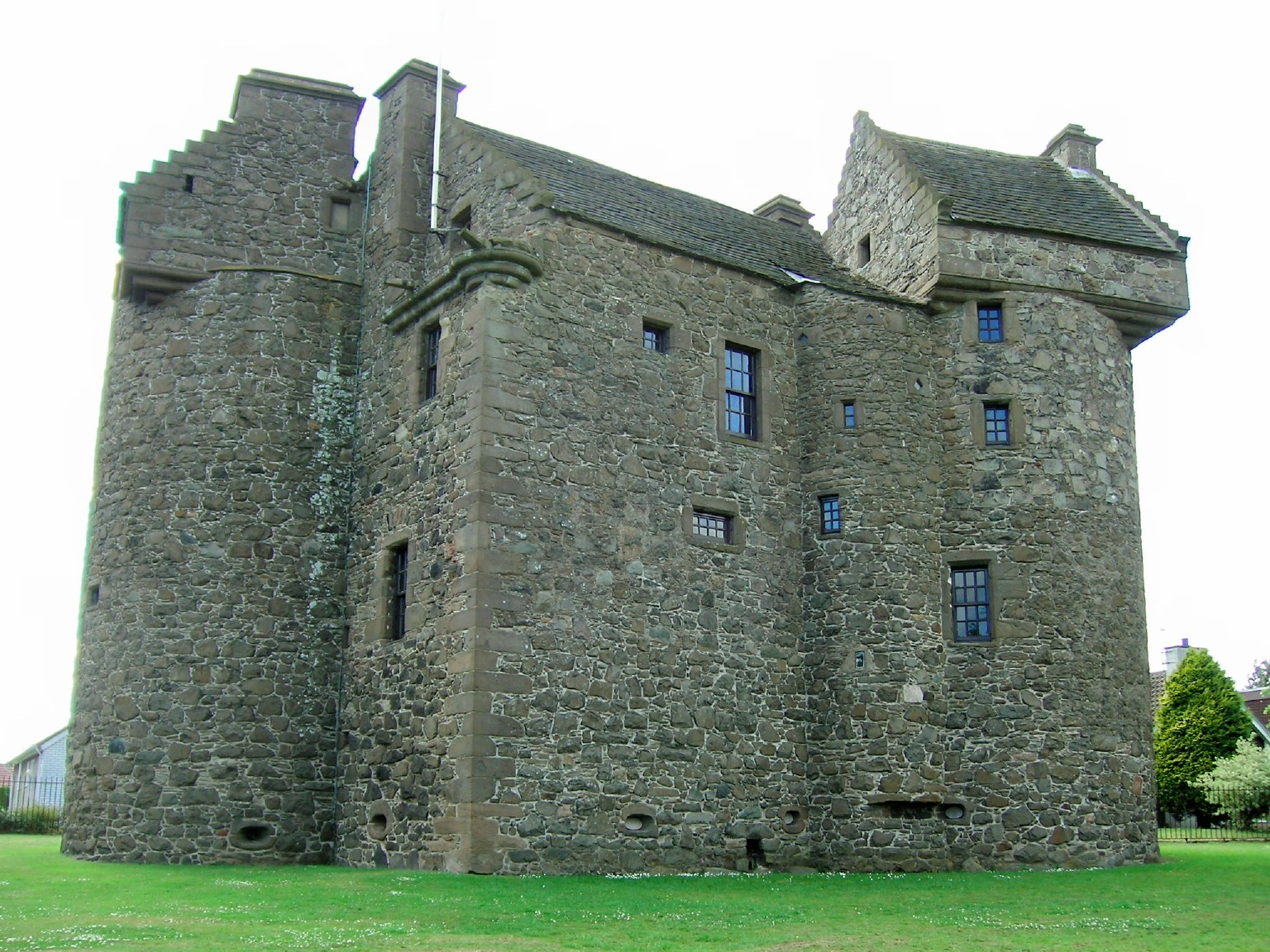
El castillo de Claypotts, Escocia.

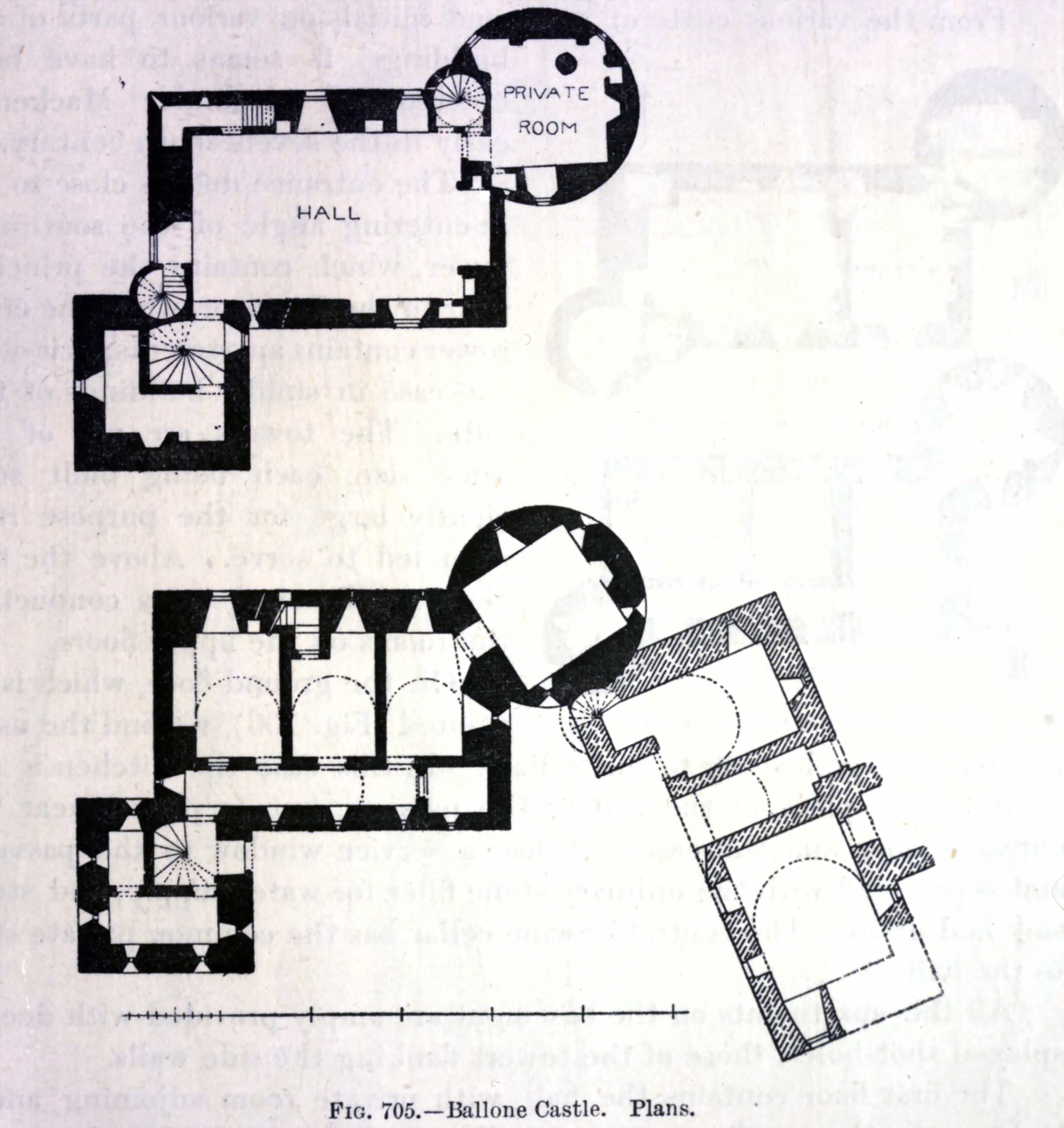
El castillo de Ballone, en Escocia,

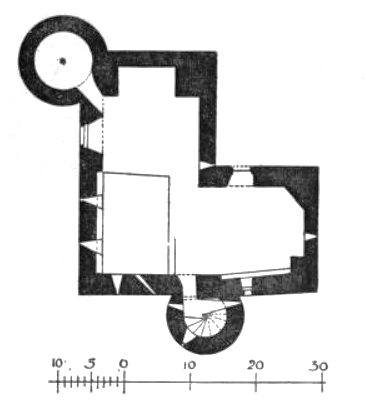
El castillo de Corse, en Escocia, es una combinación inusual de torre de planta en L con el castillo de planta en Z.

El castillo de planta en Z es una fortificación con planta en forma de Z. Consiste en un edificio central, normalmente de planta rectangular, con torres, diagonalmente opuestas, en sus extremos. Construidas entre los siglos XV y XVII, sobre todo en Escocia y Inglaterra, como adaptación al uso de las armas de fuego, constituían un desarrollo de la típica torre de planta en L, la cual, a su vez, suponía una mejor defensa que el simple casa-torre (o casa-fuerte) más tradicional, de planta cuadricular o rectangular (cuya principal defensa consistía en un cadalso, normalmente de madera y, por tanto, fácil de quemar por los atacantes).

## Ejemplos
- Castillo de Ballone, del siglo XVI,[5] en Tierras Altas de Escocia
- Castillo de Claypotts, del siglo XVI,[6] en Dundee
- Castillo de Colliston, del siglo XVI, cerca de Arbroath[7]
- Castillo de Edinample,[8] en Stirling
- Castillo de Finlarig, del siglo XVII,[9] en Stirling
- Castillo de Fraser, del siglo XV,[10] en Aberdeenshire
- Castillo de Glenbuchat, del siglo XVI,[11] en Aberdeenshire
- Castillo de Hatton, del siglo XVI,[12] en Angus
- Castillo Menzies, del siglo XVI,[13]